# Дентон, Джеймс
Джеймс То́мас Де́нтон-мла́дший (англ. James Thomas Denton, Jr.; род. 20 января 1963) — американский актёр, наиболее известный по роли Майка Дельфино в сериале ABC «Отчаянные домохозяйки».

## Биография
Джеймс Дентон родился в Нашвилле, штат Теннесси и был вторым из трёх детей в семье дантиста. Он обучался в университете Теннесси и получил диплом рекламщика, однако в этой сфере он работал недолго. В двадцатитрёхлетнем возрасте он начал играть в театре Чикаго, прежде чем переехать в Калифорнию.
Дентон появился в нескольких небольших кинофильмах и эпизодах таких сериалов как «Скользящие», а в 1997—2000 годах сыграл второстепенную роль злодея в сериале «Притворщик». После чего он получил роли в драмах ABC «Филадельфия» (2001—2002) с Ким Дилейни, «Угроза матрицы» (2003—2004), где сыграл ведущего персонажа. В дополнение к этому он появился в качестве гостя в «Элли Макбил», «Западное крыло» и «Военно-юридическая служба».
В 2004 году, вскоре после закрытия его шоу «Угроза матрицы», ABC взял Дентона в свой новый сериал «Отчаянные домохозяйки», где ему досталась роль Майка Дельфино, основного мужского персонажа. Сериал мгновенно добился успеха, и роль впоследствии принесла Дентону наибольшую известность. Его персонаж был убит весной 2012 года, за несколько эпизодов до финала сериала. После завершения сериала Дентон был приглашённым актёром в эпизоде ситкома «Красотки в Кливленде», а также снялся в телефильме канала Lifetime «Исключение».
В 2015 году Дентон начал сниматься с Кэтрин Белл в её сериале «Добрая ведьма» на Hallmark.

## Фильмография

### Фильмы
| Год  | Название на русском   | Название на английском     | Роль                  | Примечания                   |
| ---- | --------------------- | -------------------------- | --------------------- | ---------------------------- |
| 1993 | Квартет воров         | Thieves Quartet            | Рэй Хиггс             |                              |
| 1995 | Луна охотников        | Hunter’s Moon              | Ник                   |                              |
| 1997 | Это старое чувство    | That Old Feeling           | Кеис Маркс            |                              |
| 1997 | Без лица              | Face/Off                   | Базз                  |                              |
| 1998 | Основные цвета        | Primary Colors             | Митч                  |                              |
| 2000 | Запертый коротышка    | Locked Up Down Shorty’s    | Дэнни                 |                              |
| 2004 | Джомбо девочка        | Jumbo Girl                 | Джек                  | Короткометражный фильм       |
| 2006 | Притворство           | Assumption                 | Джон                  | Короткометражный фильм       |
| 2006 | Прекрасный мечтатель  | Beautiful Dreamer          | Доктор Кесслер        |                              |
| 2007 | Вознесение            | Ascension Day              | Брат Джон             |                              |
| 2007 | Зомби на Диком Западе | Undead or Alive: A Zombedy | Элмер Уинслоу         |                              |
| 2008 | Иллюзия допроса       | Tortured                   | Агент Мерфи           | Direct-to-video              |
| 2010 | Групповой секс        | Group Sex                  | Люк                   | Direct-to-video              |
| 2011 | Сверхновый Супермен   | All-Star Superman          | Супермен / Кларк Кент | Озвучивание, Direct-to-video |
| 2013 | Для близких           | 4Closed                    | Джейк                 | Direct-to-video              |
| 2013 | Расставание с Грейс   | Grace Unplugged            | Джонни Трей           | Direct-to-video              |
| 2013 | Певец караоке         | Karaoke Man                | Слим                  |                              |
| 2014 | Овация                | Ovation                    | Стюарт Генри          |                              |
| 2015 |                       | Dancer and the Dame        | Кайл                  |                              |

### Телевидение
| Год         | Название на русском           | Название на английском               | Роль                          | Примечания |
| ----------- | ----------------------------- | ------------------------------------ | ----------------------------- | --- |
| 1996        | Скользящие                    | Sliders                              | Джек Баллок                   | 1 эпизод |
| 1996        | Молони                        | Moloney                              | Роки Телиз                    | 1 эпизод |
| 1996        | Тёмные небеса                 | Dark Skies                           | Роб Винтер                    | 1 эпизод |
| 2000        | Два парня, девушка и пиццерия | Two Guys, a Girl and a Pizza Place   | Доктор Ховард Заунавельд      | 1 эпизод |
| 2000        | Элли Макбил                   | Ally McBeal                          | Джимми Бендер                 | 1 эпизод |
| 1997-2000   | Притворщик                    | The Pretender                        | Мистер Лайл                   | 36 эпизодов |
| 2000        | Западное крыло                | The West Wing                        | Том Джордан                   | 1 эпизод |
| 2001        | Притворщик 2001               | The Pretender 2001                   | Мистер Лайл                   | Телефильм |
| 2001        | Притворщик: Остров приведений | The Pretender: Island of the Haunted | Мистер Лайл                   | Телефильм |
| 2001-2002   | Филадельфия                   | Philly                               | Судья Аугуст Рипли            | Регулярная роль, 13 эпизодов |
| 2002        | Шоу Дрю Кэри                  | The Drew Carey Show                  | Дэрил                         | 2 эпизода |
| 2003        | Военно-юридическая служба     | JAG                                  | Джефри Ройзман                | 1 эпизод |
| 2003-2004   | Угроза матрицы                | Threat Matrix                        | Специальный агент Джон Килмер | Регулярная роль, 16 эпизодов |
| 2004-2012   | Отчаянные домохозяйки         | Desperate Housewives                 | Майк Дельфино                 | Регулярная роль, 180 эпизодов Премия Гильдии киноактёров США за лучший актёрский состав в комедийном сериале (2005—2006) Teen Choice Award любимому актёру на телевидении (2006) Номинация — Премия Гильдии киноактёров США за лучший актёрский состав в комедийном сериале (2007—2009) |
| 2005-2006   | Риба                          | Reba                                 | Доктор Морган                 | 2 эпизода |
| 2007        | Хроники будущего              | Masters of Science Fiction           | Карран                        | 1 эпизод |
| 2007        | Опека                         | Custody                              | Джон Салливан                 | Телефильм канала Lifetime |
| 2012        | Красотки в Кливленде          | Hot in Cleveland                     | Ковбой Керуак                 | 1 эпизод |
| 2013        | Исключение                    | Foreclosed                           | Джек Тёрнер                   | Телефильм канала Lifetime |
| 2015        |                               | A Girl’s Best Friend                 | Купер Браун                   | Телефильм канала Up |
| 2015 — 2021 | Добрая ведьма                 | Good Witch                           | Доктор Сэм Редфорд            | Регулярная роль |
| 2016        | Коварные горничные            | Devious Maids                        | Питер                         | 7 эпизодов |